# Нібилескея
Нібилескея (Pseudoleskeella) — рід мохів порядку гіпнобрієвих (Hypnales).
Рід містить 9 видів. Поширення: Європа, Північна Америка, Азія.